# Nebulifera robusta
Nebulifera robusta is een hagedis die behoort tot de gekko's en de familie Diplodactylidae.

## Naam en indeling
De wetenschappelijke naam van de soort werd voor het eerst voorgesteld door George Albert Boulenger in 1885. De soort behoorde lange tijd tot het geslacht Oedura, waardoor de verouderde wetenschappelijke naam in de literatuur wordt gebruikt. De soort werd door Paul M. Oliver, Aaron Matthew Bauer, Eli Greenbaum, Todd R. Jackman en Tara Hobbie in 2012 aan het geslacht Nebulifera  toegewezen en is tegenwoordig de enige vertegenwoordiger van deze monotypische groep.
De soortaanduiding robusta betekent vrij vertaald 'robuust' en slaat op het stevig gebouwde lichaam.

## Uiterlijke kenmerken
De gekko wordt vrij groot en bereikt een kopromplengte van ongeveer acht centimeter exclusief de staart. De staart is dik en sterk afgeplat, nadat de staart is afgeworpen kan het nieuw aangegroeide exemplaar zeer breed worden. De vingers en tenen zijn afgeplat en verbreed en aan de onderzijde zijn zowel enkelvormige als gepaarde hechtlamellen aanwezig.
De schubben aan de bovenzijde van het lichaam zijn zeer klein en korrelachtig van vorm. De lichaamskleur is donkerbruin tot bijna zwart, een de bovenzijde zijn zeer lichte, bijna vierkante brede vlekken aanwezig.

## Verspreiding en habitat
Nebulifera robusta komt endemisch voor in Australië en komt hier voor in de staten New South Wales en Queensland. De habitat bestaat uit gematigde bossen en droge tropische en subtropische bossen. Ook in door de mens aangepaste streken zoals stedelijke gebieden kan de hagedis worden gevonden.

## Beschermingsstatus
Door de internationale natuurbeschermingsorganisatie IUCN is de beschermingsstatus 'veilig' toegewezen (Least Concern of LC).